# The Independent
The Independent – dziennik brytyjski o charakterze liberalno-lewicowym i prorynkowym (formalnie bez politycznych afiliacji), wydawany od października 1986 r. w Londynie przez Independent News & Media, będące od 25 marca 2010 r. własnością rosyjskiego biznesmena-oligarchy Aleksandra Lebiediewa i jego syna Jewgienija. W 2004 uzyskał tytuł National Newspaper of the Year w konkursie British Press Awards 2004. Nosi przydomek Indie, a niedzielne wydanie Sindie.
Pierwotnie publikowany w formie afiszowej, od września 2003 także jako tabloid, od maja 2004 wyłącznie jako tabloid. Nakład w dni powszednie 183.547 egzemplarzy przy 50% zwrotach, w niedziele 155.661 egzemplarzy (sprzedaż 43% nakładu, 57% zwrotów).
W wyborach parlamentarnych 2010 roku pismo udzieliło poparcia Liberalnym Demokratom, zachęcając równocześnie do taktycznego głosowania przeciwko Konserwatystom.
W marcu 2016 r. ukazało się ostatnie wydanie papierowe dziennika, po czym został on przeniesiony do wydania cyfrowego. Jest to spowodowane nierentownością tytułu – gazeta przynosiła straty od 1993 roku.